# Gąsawa
Gąsawa (niem. 1939–1945 Gerlingen) – miasto w Polsce, położone w województwie kujawsko-pomorskim, w powiecie żnińskim, siedziba miejsko-wiejskiej gminy Gąsawa. Leży nad jeziorem Gąsawskim.
Gąsawa uzyskała lokację miejską w 1388 roku. Zdegradowana do rangi wsi 13 czerwca 1934 w związku z reformą administracyjną II RP, stając się przejściowo wiejską gminą jednostkową. 1 sierpnia 1934 weszła w skład nowo utworzonej zbiorowej gminy Gąsawa w powiecie żnińskim, w której to granicach stała się gromadą (ówczesny odpowiednik sołectwa). W latach 1934–1954 siedziba wiejskiej gminy Gąsawa, 1954–1972 gromady Gąsawa, a od 1973 reaktywowanej gminy Gąsawa. W latach 1975–1998 należała administracyjnie do województwa bydgoskiego. 1 stycznia 2024 odzyskała status miasta.

## Położenie
Gąsawa leży w południowo-zachodniej części województwa kujawsko-pomorskiego, w odległości około 80 km od Poznania, 60 km od Bydgoszczy i około 12 km od Żnina.
Pod względem historyczno-etnograficznym miasto znajduje się na Pałukach.
Według regionalizacji fizycznogeograficznej Polski Gąsawa leży na pograniczu dwóch mezoregionów: Pojezierza Chodzieskiego i Żnińsko-Mogileńskiego, stanowiących część makroregionu Pojezierza Wielkopolskiego.

## Nazwa
Nazwa miasta Gąsawa wywodzi się od Gonzawy, Gonzowy – pierwotnej nazwy rzeczki Gąsawki, która łączy jezioro Gąsawskie z jeziorem Godawskim.

## Historia
Pierwsza wzmianka o Gąsawie znajduje się w Złotej Bulli papieża Innocentego II z 1136 roku. W 1227 w czasie zjazdu książąt dzielnicowych 24 listopada doszło do napadu i tzw. zbrodni gąsawskiej – mordu na ks. krakowskim, Leszku Białym.
W 1388 roku miała miejsce lokacja miasta. Stanowiła prywatne miasto duchowne, własność opata klasztoru kanoników regularnych w Trzemesznie. Pod koniec XVI wieku leżało w powiecie gnieźnieńskim województwa kaliskiego. 
W 1600 roku na czas panującej w Poznaniu epidemii cholery do miasta przeniesiono Kolegium Lubrańskiego – pierwszą humanistyczną szkołę w Polsce. W 1660 roku Gąsawa została ograbiona i zniszczona przez wycofujące się wojska szwedzkie.
Utraciła prawa miejskiej w 1934 roku. W latach 1975–1998 miejscowość administracyjnie należała do województwa bydgoskiego.
Od 1 stycznia 2024 roku Gąsawa ponownie posiada prawa miejskie.

## Zabytki
- Drewniany kościół pw. św. Mikołaja z około 1625 roku, z zespołem barokowych malowideł ściennych
- Kaplica cmentarna

## Sport
W mieście znajduje się stadion hokeja na trawie LKS Gąsawa.

## Kultura
- Miejsko-Gminny Ośrodek Kultury
- Miejsko-Gminna Biblioteka Publiczna

## Oświata
- Zespół Szkół Niepublicznych
- Szkoła Podstawowa im. Wandy Dobaczewskiej
- Przedszkole Samorządowe